# Mont (Familie)

Wappen der Familie Mont

Die Bündner Adelsfamilie Mont (de Mont, Demont, Mondt, Monntt, Monnt, Month, Monndt, Mundt, Munth, Mund, Munnt, Munt, Mundtt) stammt ursprünglich aus Vella (Villa) im Tal Val Lumnezia in der Surselva.
Die Familie ist erstmals urkundlich erwähnt um 1300 in Sumvitg. Verschiedene Vertreter der Familie amteten als Richter, als Funktionäre im Veltlin sowie als Bedienstete des Bischofs von Chur, unter anderem als Truchsessen. Auch verdingten sie sich als Söldner in französischen Diensten. Die Mont verbanden sich durch Verheiratungen mit den anderen herrschenden Familien in Graubünden wie Sax-Misox, Capol, Jochberg, Latour sowie Florin. Die Mont waren im Besitze der Herrschaft Löwenberg in Schluein.

## Wappen

Wappen des Joseph de Mont

Das Wappen der Mont zeigt ein auf blauem Grund ein halbes goldenes Einhorn. Die Löwenberger Mont haben ihr Wappen umgestaltet, sodass es geviertet im Viertel 1 und 4 auf blauem Grund ein zugewendetes halbes goldenes Einhorn sowie im Viertel 2 und 3 auf goldenem Grund einen zugewendeten aufgerichteten schwarzen Löwen mit Doppelschweif zeigt.

## Casti de Mont

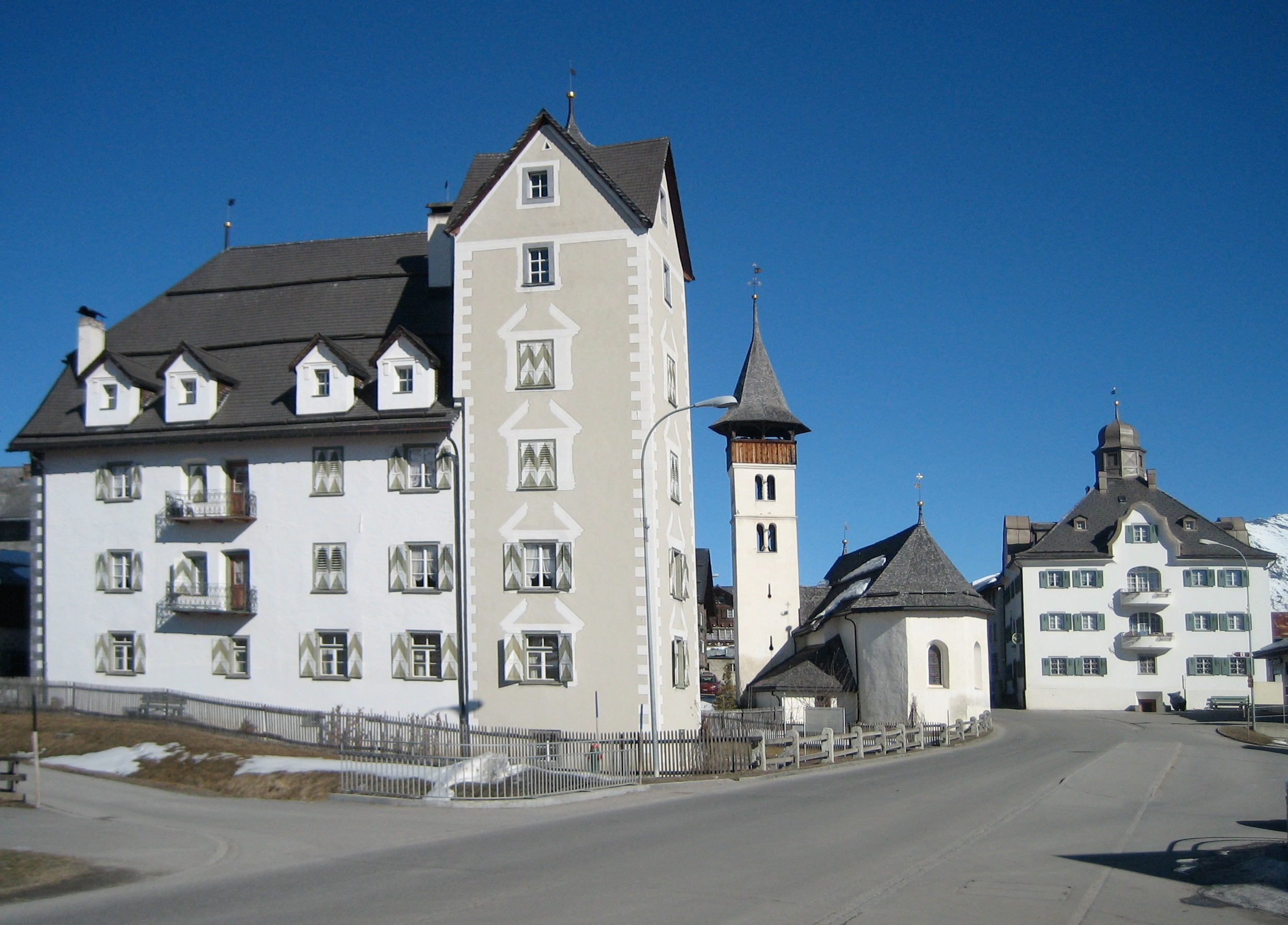
Schloss de Mont

Das Schloss de Mont steht in Vella. Es wurde 1666 nach einer Feuersbrunst von der Witwe des Melchior de Mont, Margaretha von Schauenstein, wieder aufgebaut. Das prachtvolle Täfer der Stube des Schlosses ist heute im Landesmuseum Zürich.

## Vertreter
- Burkhard I von Mont, 1308 Sumvitg
- Ulrich I von Mont, 1354–1384 Chur
- Heinrich von Mont, 1372 Vella

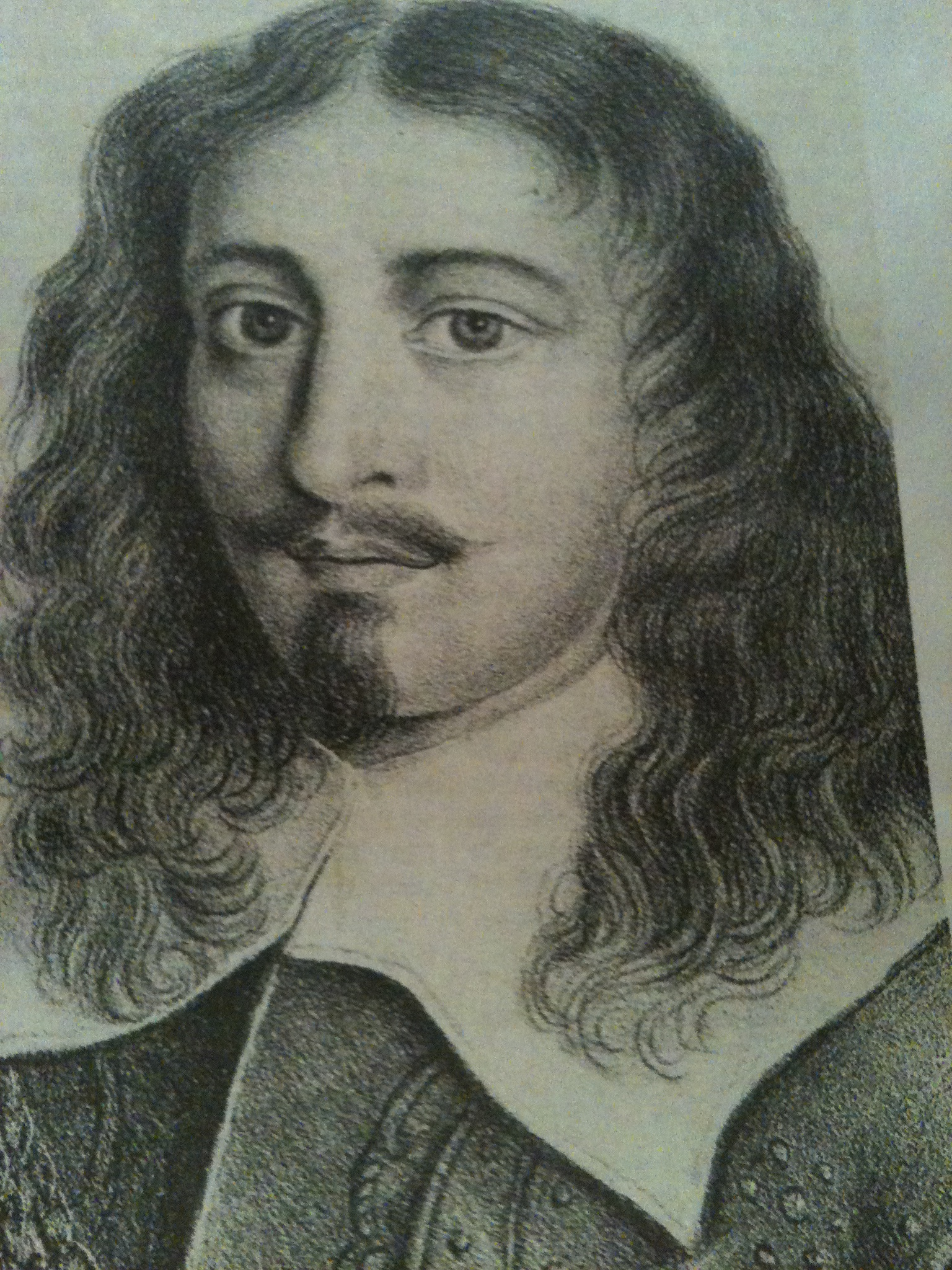
Gallus von Mont (1537–1608) 1832 auf einem Porträt von Heinrich Kraneck

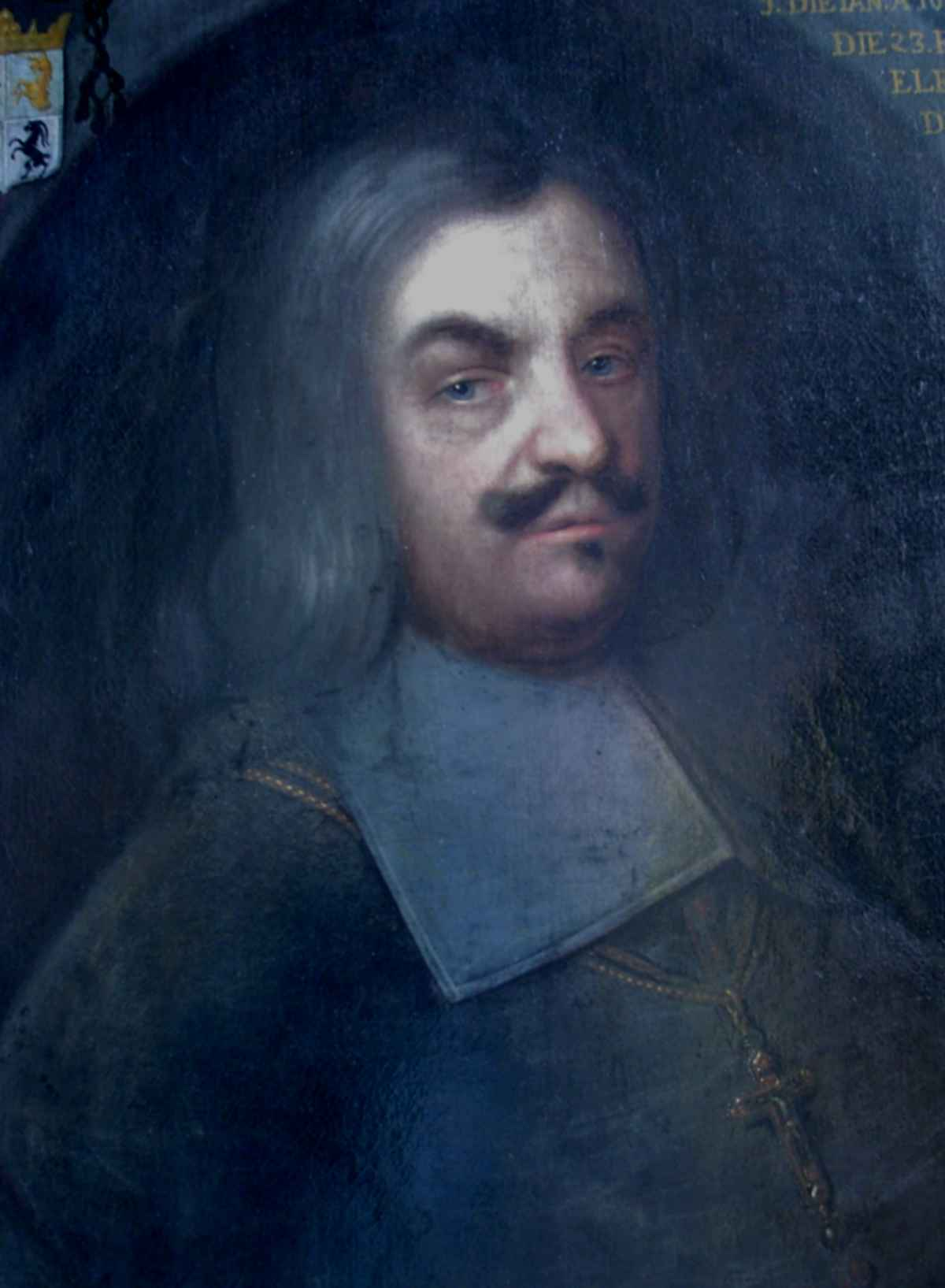
Ulrich de Mont (1624–1692) Fürstbischof von Chur 1661–1692

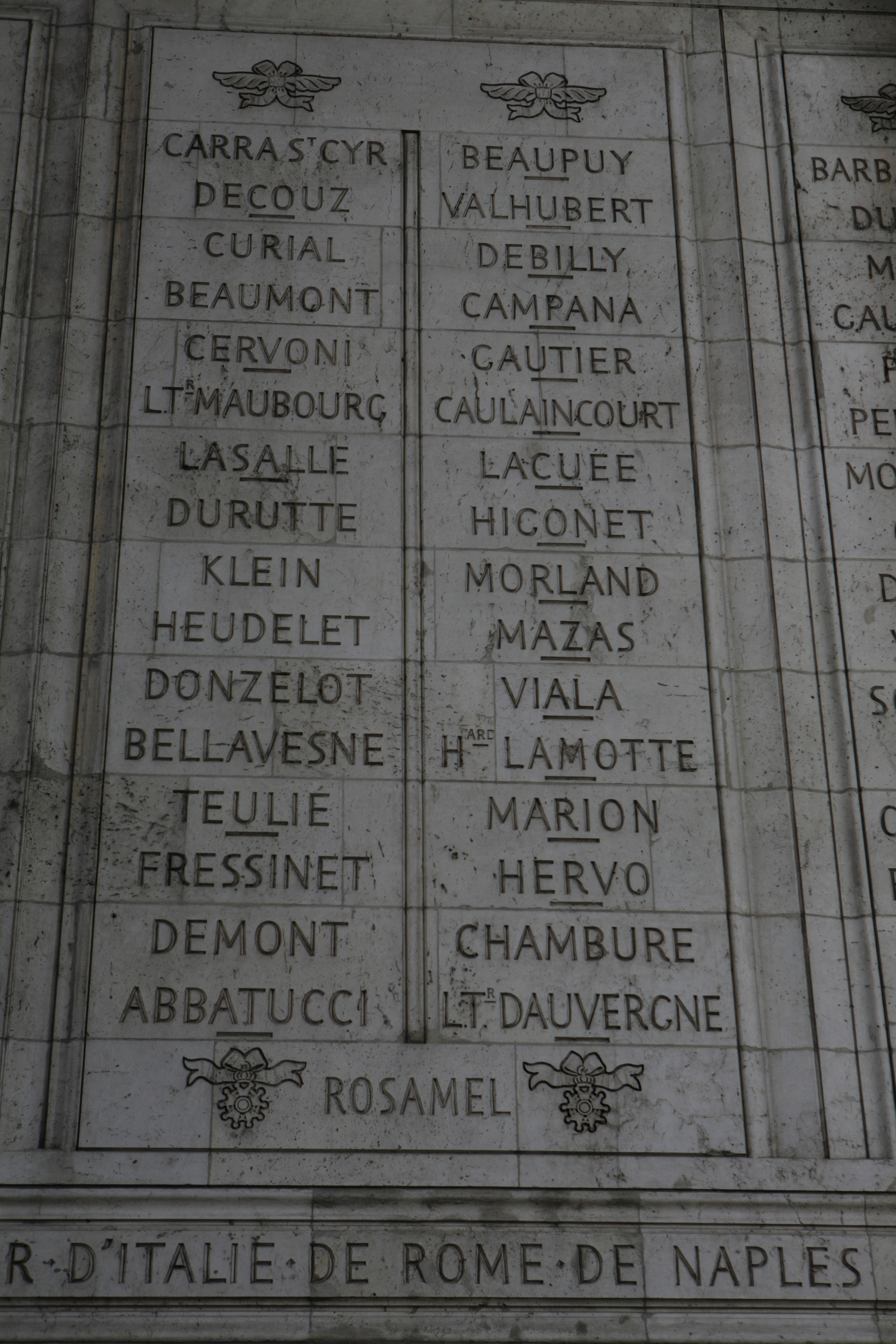
Demont auf dem Arc de Triomphe in Paris

- Burkhard (Burkard) II von Mont, 1408–1439, 1427 Ammann.
- Rudolf von Mont, 1408–1426
- Wilhelm von Mont, 1408–1435, verh. mit Clara Jochberg
- Albrecht von Mont, 1447 Vogt im Lugnez und Landrichter.
- Johann von Mont, 1487, Landrichter des Oberen Bundes.
- Jakob von Mont, 1504.
- Claus von Mont, Junker, 1528 im Lugnez.
- Gilli von Mont, Sohn des Hans Bellasch, urkundlich erwähnt zw. 1488 und 1525, verh. mit Verena von Sax-Misox. Käufer der Herrschaft Löwenberg.
- Michael von Mont, Sohn des Gilli, 1502–1504 Kanzler und 1523 Bürgermeister von Chur
- Gilia von Mont, um 1500, verh. mit Herkules von Capol
- Catarina von Mont, um 1540, verh. mit Christoph von Capol
- Jery von Muntt, 1538, erwähnt in einem Gerichtsurteil zu Thusis betreffend Fahnenflucht von Knechten beim Kriegszug gegen Savoyen oder Piemont.
- Gorig von Mundt, 1538
- Gaudens (Gaudenz) von Mont, Junker, gest. 1558, Löwenberg Schluein, 1539 erwähnt in einer Klage zwischen Hans Peter und Barblin von Sax gegen Guwig von Kestris und Gaudens betreffend ein Pfrund für einen Kaplan in Kästris. Verh. mit Ursula von Marmels.
- Ambrosius von Mont, Junker, 1545, Gruob, vertreten vor Gericht von Hans von Capall wegen eines Zugrechtes, verh. mit Juliana von Capol.
- Gallus I von Mont, 1537–1608, Sohn des Wilhelm, Vella, verh. mit Ursula von Cabalzar. Landammann im Lugnez. Landrichter des Grauen Bundes. Kommissar in Chiavenna. Vikar und Landeshauptmann im Veltlin.
- Hans (Hanns) von Mont, Bruder von Gallus, 1558–1604 nachweisbar, Vella, verh. mit Christina von Caduff sowie Perpetua von Schauenstein, Hauptmann in französischen Diensten, Landammann, Landrichter und Podesta von Tirano.
- Caspar (Casper) von Mont, 1564, Vetter des Landschreibers Gallus von Jochberg, Podesta im Lugnez.
- Matheus von Mont, 1566.
- Joseph von Mont, 1566.
- Ferdinand von Mont, Sohn des Gallus, 1597–1607 Dompropst von Chur
- Luzius von Mont, erw. 1608–1651, Vella, Sohn des Hans, verh. mit Ursula von Sax sowie Dominica de Latour, Landammann, Landrichter und Oberst in französischen Diensten.
- Albert von Mont, Sohn des Luzius, Landschreiber des Grauen Bundes.
- Ulrich II von Mont, 1624–1692, Chur, Sohn des Albert, Pfarrer, Domkantor und 1661 Bischof von Chur.
- Wilhelm II von Mont, verh. mit Rosina von Castelberg.
- Gallus II von Mont, gest. 1674, Vella, verh. mit Maria Gugelberg und Maria Schmid, Sohn des Wilhelm II, Landrichter, Podesta in Tirano, Landeshauptmann des Veltlins und Offizier in spanischen Diensten.
- Gregorius von Montt, 1577.
- Albert von Mont, 1583, Podesta in Plurs.
- Johann Heinrich von Mont, Vella, Neffe von Gallus II, Offizier in französischen Diensten 1620–1635, Oberstleutnant im Regiment Schauenstein. Besitzer von Burg Löwenstein nach Gallus II.
- Melchior I von Mont, Bruder von Johann, Hauptmann im Regiment Schauenstein 1642–1658
- Melchior II von Mont, Enkel von Melchior I
- Peter Anton I von Mont, Freiherr zu Löwenberg, verh. Anna Margretha von Florin.
- Peter Anton II von Mont, 1728–1800, Vella, Sohn des Peter Anton I, verh. mit Anna Maria Domenica Masella sowie Maria Josepha von Buol-Schauenstein. Hauptmann in französischen Diensten, Landrichter, Podesta von Traona und Hauptmann in österreichischen Diensten.
- Joseph Marie de Mont, 1718–1780, Schweizer Gardist
- Joseph Laurent de Mont (Demont), 1747–1826, Sohn von Joseph Marie, befördert zum Divisionsgeneral nach der Schlacht bei Austerlitz.